# Janawad, Athni
Janawad là một làng thuộc tehsil Athni, huyện Belgaum, bang Karnataka, Ấn Độ.